# 丹生明里 HAPPY CARAVAN
『丹生明里 HAPPY CARAVAN』（にぶあかり ハッピーキャラバン）は、TBSラジオで2025年4月5日から放送しているラジオ番組。公式ハッシュタグは「#丹生ハピ」。

## 概要
丹生明里がパーソナリティを務める初の単独冠レギュラーラジオ番組。
毎週、至福な時間を与えてくれるゲストと共に全国を陽気でハッピーにするテーマを伝え、リスナーをポジティブで幸福にする“HAPPY”なテーマに沿った番組となっている。
過去に『かえるのピクルス - きもちのいろ -』に出演したことをきっかけに、第8回から第11回までのオンエア中にリルベルラの曲と共にCMが流された。
第9回は番組初のゲスト不在の単独放送回となった。
オンエアの1週間後、本編より長いバージョンのディレクターズカット版がPodcastで1週間限定配信されている 。

## 放送日程
| 放送回 | 放送日  | ゲスト                     | ゲスト | 備考   |
| ------ | ------- | -------------------------- | ------ | ------ |
| 1      | 4月5日  | 佐倉綾音                   | 前編   | [ 5 ]  |
| 2      | 4月12日 | 佐倉綾音                   | 後編   | [ 11 ] |
| 3      | 4月19日 | ロングコートダディ         | 前編   | [ 12 ] |
| 4      | 4月26日 | ロングコートダディ         | 後編   | [ 13 ] |
| 5      | 5月3日  | 平野綾                     | 前編   | [ 14 ] |
| 6      | 5月10日 | 平野綾                     | 後編   | [ 15 ] |
| 7      | 5月17日 | かが屋                     | 前編   | [ 16 ] |
| 8      | 5月24日 | かが屋                     | 後編   | [ 17 ] |
| 9      | 5月31日 | -                          | -      | [ 8 ]  |
| 10     | 6月7日  | 酒井健太 （アルコ&ピース） | 前編   | [ 18 ] |
| 11     | 6月14日 | 酒井健太 （アルコ&ピース） | 後編   | [ 19 ] |

## 放送日時
| 放送期間       | 放送時間           | 放送局    | 対象地域   | 備考                |
| -------------- | ------------------ | --------- | ---------- | ------------------- |
| 2025年4月5日 - | 土曜 19:00 - 19:30 | TBSラジオ | 関東広域圏 | [ 4 ] [ 20 ] [ 21 ] |